# Idrottsföreningen Kamraterna Göteborg 2017
Questa voce raccoglie le informazioni riguardanti l'Idrottsföreningen Kamraterna Göteborg, meglio conosciuto come IFK Göteborg, nelle competizioni ufficiali della stagione 2017.

## Maglie e sponsor
Per il secondo anno consecutivo, lo sponsor tecnico è Kappa.
Prioritet Finans continua ad essere lo sponsor principale.

La prima divisa non presenta differenze sostanziali rispetto a quella dell'anno precedente: è composta da maglia bianca con le consuete righe verticali blu, pantaloncini blu e calzettoni bianchi. La divisa di riserva è stata presentata il 7 aprile, ed è prevalentemente nera con inserti blu, bianchi e gialli, tratti dal logo del club. Allo stesso tempo è stata presentata anche una terza divisa, di colore rosso con inserti blu e bianchi.
| Casa | Trasferta | Terza divisa |  |

## Rosa
| N. |                           | Ruolo | Calciatore                              |
| -- | ------------------------- | ----- | --------------------------------------- |
| 2  | Svezia (bandiera)         | D     | Emil Salomonsson                        |
| 3  | Australia (bandiera)      | D     | Scott Jamieson                          |
| 3  | Svezia (bandiera)         | D     | Billy Nordström                         |
| 5  | Canada (bandiera)         | D     | Sam Adekugbe                            |
| 6  | Svezia (bandiera)         | C     | Sebastian Eriksson (capitano dal 20/07) |
| 7  | Danimarca (bandiera)      | C     | Mads Albæk                              |
| 8  | Danimarca (bandiera)      | C     | Søren Rieks                             |
| 9  | Islanda (bandiera)        | A     | Elías Már Ómarsson                      |
| 10 | Svezia (bandiera)         | A     | Tobias Hysén                            |
| 11 | Bolivia (bandiera)        | C     | Martin Smedberg-Dalence                 |
| 12 | Svezia (bandiera)         | P     | Pontus Dahlberg                         |
| 14 | Costa d'Avorio (bandiera) | C     | Abdul Razak                             |
| 15 | Svezia (bandiera)         | D     | Kristopher Da Graca                     |

| N. |                        | Ruolo | Calciatore                                |
| -- | ---------------------- | ----- | ----------------------------------------- |
| 16 | Svezia (bandiera)      | A     | Mikael Boman                              |
| 18 | Ghana (bandiera)       | C     | Lawson Sabah                              |
| 19 | Svezia (bandiera)      | C     | August Erlingmark                         |
| 20 | Norvegia (bandiera)    | C     | Henrik Bjørdal                            |
| 22 | Norvegia (bandiera)    | C     | Vajebah Sakor                             |
| 23 | Svezia (bandiera)      | D     | David Boo Wiklander                       |
| 24 | Svezia (bandiera)      | A     | Sebastian Ohlsson                         |
| 25 | Svezia (bandiera)      | P     | Erik Dahlin                               |
| 26 | Svezia (bandiera)      | A     | Patrik Karlsson Lagemyr                   |
| 28 | Norvegia (bandiera)    | D     | Thomas Rogne (vice capitano)              |
| 30 | Svezia (bandiera)      | D     | Mattias Bjärsmyr (capitano fino al 20/07) |
| 42 | Stati Uniti (bandiera) | C     | Mikkel Diskerud                           |

## Risultati

### Allsvenskan

#### Girone di andata
| Arbitro: | Stefan Johannesson (Täby) |

|          |           |             |
| Boman 8’ | Marcatori | 34’ Cibicki |

| Arbitro: | Andreas Ekberg (Bjärred) |

|  |           |                        |
|  | Marcatori | 63’ Diskerud 85’ Boman |

| Arbitro: | Patrik Eriksson (Gävle) |

|           |           |                |
| Hysén 52’ | Marcatori | 64’ Buya Turay |

| Arbitro: | Glenn Nyberg (Borlänge) |

|             |           |                          |
| Edwards 62’ | Marcatori | 90+3’ (rig.) Salomonsson |

| Arbitro: | Stefan Johannesson (Täby) |

|             |           |                  |
| Boman 90+1’ | Marcatori | 42’ (aut.) Rogne |

| Arbitro: | Markus Strömbergsson (Gävle) |

|                                                         |           |  |
| Bjärsmyr 7’ (aut.) Mohammed 21’ Kamara 28’ Paulinho 86’ | Marcatori |  |

| Arbitro: | Johan Hamlin (Bro) |

|                                 |           |  |
| Rieks 4’ Hysén 19’ Bjärsmyr 68’ | Marcatori |  |

| Arbitro: | Andreas Ekberg (Bjärred) |

|               |           |  |
| Karlström 79’ | Marcatori |  |

| Göteborg 18 maggio 2017, ore 19:00 9ª giornata | IFK Göteborg              | – Rinviata per un presunto tentativo di combine di uno scommettitore | AIK | Gamla Ullevi\| Arbitro: \| Stefan Johannesson (Täby) \| |
| Arbitro:                                       | Stefan Johannesson (Täby) |                                                                      |     |                                                         |

| Arbitro: | Kristoffer Karlsson (Höganäs) |

|  |           |                                                      |
|  | Marcatori | 32’ Hysén 34’ (rig.) Salomonsson 45’ Hysén 86’ Albæk |

| Arbitro: | Martin Strömbergsson (Gävle) |

|           |           |           |
| Hysén 40’ | Marcatori | 3’ Jebali |

| Arbitro: | Mohammed Al-Hakim (Västerås) |

|                                  |           |  |
| Moberg Karlsson 36’ Eliasson 68’ | Marcatori |  |

| Arbitro: | Mohammed Al-Hakim (Västerås) |

|  |           |                        |
|  | Marcatori | 27’ Diskerud 76’ Hysén |

| Arbitro: | Patrik Eriksson (Gävle) |

|           |           |                  |
| Albæk 56’ | Marcatori | 73’ Hakšabanović |

| Arbitro: | Bojan Pandžić (Göteborg) |

|                                             |           |                                          |
| Besara 10’ Gerzić 17’ Besara 22’ Besara 35’ | Marcatori | 60’ Boo Wiklander 66’ (rig.) Salomonsson |

#### Girone di ritorno
| Arbitro: | Kaspar Sjöberg (Malmö) |

|                     |           |                                          |
| Rieks 56’ Boman 63’ | Marcatori | 82’ (rig.) Igboananike 90+7’ (rig.) Sema |

| Arbitro: | Andreas Ekberg (Bjärred) |

|                                                   |           |              |
| Rieks 40’ Diskerud 45+1’ Sakor 83’ Erlingmark 87’ | Marcatori | 21’ Holmberg |

| Arbitro: | Patrik Eriksson (Gävle) |

|              |           |  |
| V. Elm 90+4’ | Marcatori |  |

| Arbitro: | Mohammed Al-Hakim (Västerås) |

|                     |           |           |
| Rieks 55’ Boman 65’ | Marcatori | 4’ Affane |

| Arbitro: | Stefan Johannesson (Täby) |

|              |           |                    |
| Lundevall 2’ | Marcatori | 5’ Hysén 56’ Rieks |

| Arbitro: | Mohammed Al-Hakim (Västerås) |

|              |           |              |
| Eriksson 28’ | Marcatori | 32’ Mohammed |

| Arbitro: | Andreas Ekberg (Bjärred) |

|                          |           |                       |
| Berget 65’ Rosenberg 82’ | Marcatori | 3’ Hysén 86’ Eriksson |

| Arbitro: | Bojan Pandžić (Göteborg) |

|             |           |                                     |
| Boman 45+1’ | Marcatori | 18’ Mrabti 52’ Mrabti 54’ Karlström |

| Arbitro: | Kristoffer Karlsson (Höganäs) |

|                      |           |            |
| Karlsson Lagemyr 53’ | Marcatori | 16’ Kozica |

| Arbitro: | Mohammed Al-Hakim (Västerås) |

|                              |           |              |
| Bakircioglu 58’ Svendsen 61’ | Marcatori | 54’ Diskerud |

| Arbitro: | Kristoffer Karlsson (Höganäs) |

|           |           |  |
| Omeje 86’ | Marcatori |  |

| Arbitro: | Glenn Nyberg (Borlänge) |

|                                                 |           |  |
| Diskerud 15’ Erlingmark 37’ Hysén 61’ Boman 64’ | Marcatori |  |

| Arbitro: | Johan Hamlin (Bro) |

|                    |           |                          |
| Silfwer 25’ (rig.) | Marcatori | 53’ Erlingmark 89’ Boman |

| Arbitro: | Bojan Pandžić (Göteborg) |

|  |           |             |
|  | Marcatori | 8’ Fritzson |

| Arbitro: | Kristoffer Karlsson (Höganäs) |

|                          |           |           |
| Obasi 8’ Lindkvist 45+1’ | Marcatori | 72’ Sakor |

| Arbitro: | Stefan Johannesson (Täby) |

|  |           |                                       |
|  | Marcatori | 36’ Myrestam 40’ Wilson 66’ Hallenius |

### Svenska Cupen 2016-2017

#### Gruppo 3
| Arbitro: | Robert Daradić (Helsingborg) |

|                                 |           |                              |
| Rieks 7’ Ómarsson 35’ Rogne 38’ | Marcatori | 50’ Strömberg 56’ Gustafsson |

| Arbitro: | Kaspar Sjöberg (Malmö) |

|                                                                          |           |  |
| Boman 7’ Rieks 26’ Rieks 36’ Rieks 48’ Salomonsson 83’ Boo Wiklander 86’ | Marcatori |  |

| Arbitro: | Stefan Johannesson (Täby) |

|                    |           |                         |
| Boman 2’ Rogne 61’ | Marcatori | 73’ Bergman 86’ Bergman |

#### Fase finale
| Arbitro: | Mohammed Al-Hakim (Västerås) |

|           |           |                           |
| Boman 80’ | Marcatori | 56’ Holmberg 68’ Holmberg |

### Svenska Cupen 2017-2018
| Arbitro: | Bojan Pandžić (Göteborg) |

|  |           |                                                                  |
|  | Marcatori | 27’ Ohlsson 50’ Ómarsson 55’ Nordström 57’ Ómarsson 69’ Ómarsson |